# Mikko Sirén
Mikko Sirén (Helsinki, Finlandia, 31 de diciembre de 1975) es un baterista miembro de la banda finlandesa Apocalyptica.

## Biografía
Mikko Sirén nació el 31 de diciembre de 1975 en Helsinki, Finlandia.
En el 2003 fue invitado a tocar en la gira Reflections de Apocalyptica, debido a que Dave Lombardo no pudo acompañarlos por falta de tiempo. En diciembre del 2005 Perttu Kivilaakso anuncio en una entrevista que Mikko ahora era miembro oficial de la banda.
Algunos otros proyectos musicales en los que ha trabajado son la banda sonora del videojuego MAG junto a Perttu, la obra Paper Rain junto a Eicca Toppinen y Paavo Lötjönen y la película finlandesa Black Ice (2007) junto a Eicca.
Mikko cita como influencia a sus bandas preferidas The Beatles, Massive Attack, Ita-Saksa, Accu y ABBA.

## Otras bandas
- Emigrate[3]
- Ultra Bra[4]
- Syvä Sininen[5]
- Kengurumeininki[6]
- Megaphone[4]
- Lapping Tongue[1]

## Discografía

### Apocalyptica
- Apocalyptica (2005)
- The Life Burns Tour (2006)
- Amplified // A Decade of Reinventing the Cello (2006)
- Worlds Collide (2007)
- 7th Symphony (2010)
- Shadowmaker (2015)
- Cell-0 (2020)

### Megaphone
- Sencillo (2004)[7]

### Stella
- Kuuntelija (2004) (en las canciones "Aamun Kuiskaus", "Revin Kappaleiksi", "Piste" y "Suloinen")

### Eicca Toppinen
- Music for the Movie Black Ice (2007)[8] (en las canciones "Alone in the Dark", "Terror" y "Evil Ground")

### Elias Viljanen
- Fire-Hearted (2009)[9] (en las canciones "Supernatural", "Beautiful Piece", "Last Breath of Love", "Kiss of rain", "Fire-Hearted" y "One Tonight")

### Junto aPerttu Kivilaakso
- MAG: S.V.E.R. (Original Soundtrack from the Video Game) (2010)

## Equipo

### Batería
- Pearl
- Yamaha

### Platillos
- Zildjian (K custom)